# 昌文君
昌文君（約前276年—前224年），中国战国時期末期出身楚國的秦國高官。
前238年，嫪毐谋反，秦王政派相國呂不韋、昌平君和他一起镇压。爾後，因此平叛功勞而受封為昌文君。始皇9年，昌文君拜相。前224年四月，昌文君去世。大约此时，楚将项燕拥立昌平君为楚王。一年后，昌平君兵败被杀。
学者黄盛璋、杨宽、张正明根据《睡虎地秦简》认为被项燕拥立的楚王应为昌文君，非昌平君。何浩认为昌文君可能和昌平君合谋意图与进击南郡的楚军联系，事泄被处死，而昌平君则随楚军南撤。《编年记》记载这一年秦将王翦攻取了淮北的陈、平舆一带并俘虏了“荆王”，但楚王负刍被俘在三年后且仍在纪年，显然并非当时被俘的“荆王”，骆科强据此认为此“荆王”即可能没有死于南郡而是出逃到陈、平舆一带并被王翦俘杀的昌文君，即昌文君也曾在负刍尚在位时被拥立为楚王，其败亡后，楚人又拥立昌平君。骆科强指出昌文君能得到楚人拥立，可见是楚王室，且与昌平君关系密切，或亦即楚考烈王弟，其与昌平君入秦仕官或即躲避春申君或李园的政治迫害，且其先于昌平君被罢相（但胡正明指出，昌平君从未拜相），可能更早流露出反秦意图。史书记载“昌文君死”，很可能意思是他不得善终。而胡正明《“丞相启”即昌平君说商榷》、田余庆《说张楚——关于“亡秦必楚”问题的探讨》则认为，昌平君不曾拜相。田余庆认为，昌文君随昌平君反秦，死于抵抗秦将王翦之役，地点当在城父东至郢陈一带。田余庆不赞成黄盛璋之说，认为黄所引《编年记》文字不全，如黄所说为真，则《史记》需要改动多处。
据秦戈铭文，昌文君可能名颠，即熊颠。
而李开元《末代楚王史迹钩沉——补《史记》昌平君列传》则指出昌平君是楚考烈王在秦为人质期间娶秦昭襄王女所生子，昌文君也可能是。